# Nebulosa de Wolf-Rayet

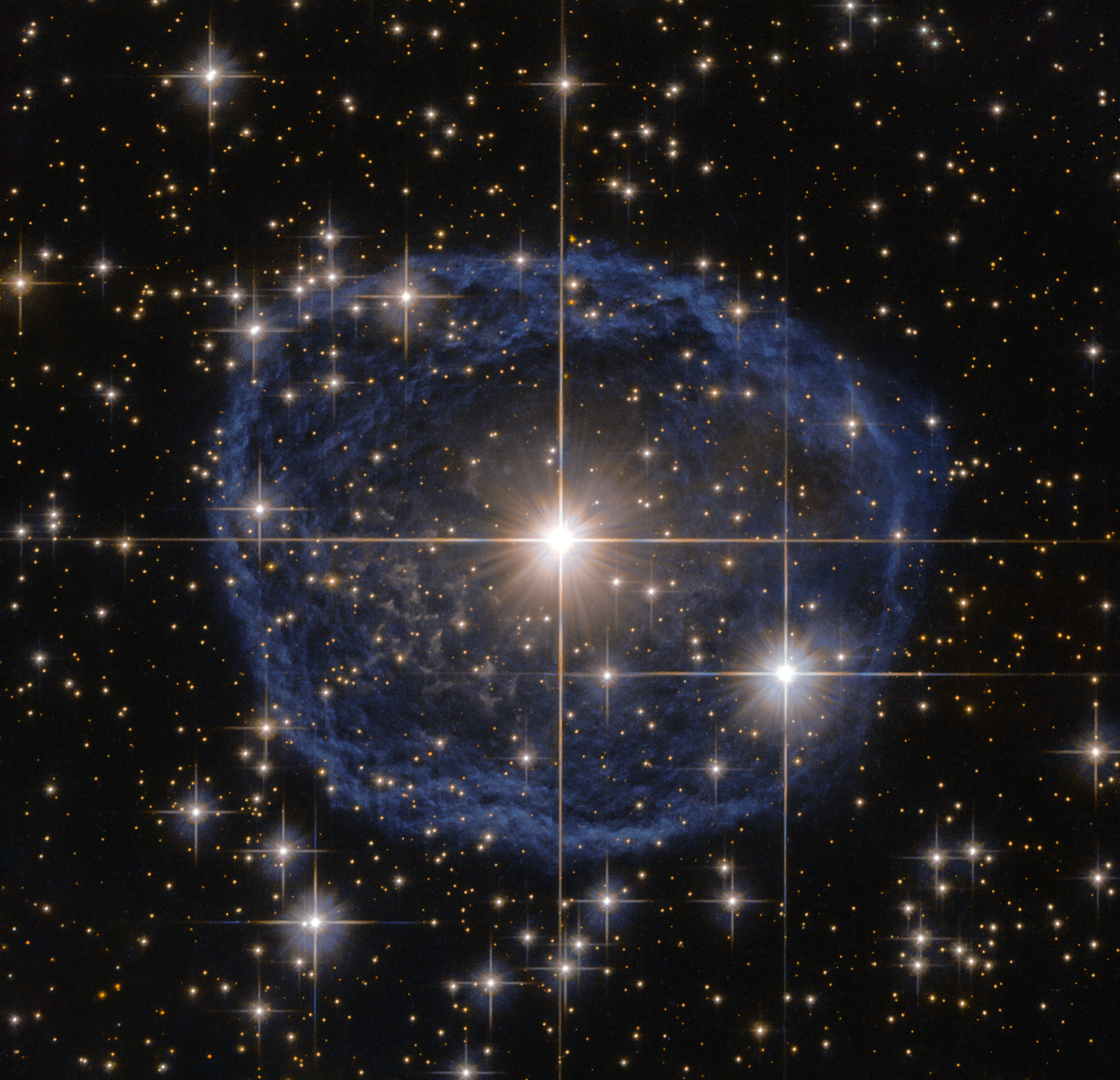
Imagen captada por el telescopio espacial Hubble. En el centro se encuentra la estrella Wolf-Rayet WR 31a, ubicada a unos 30,000 años luz en la constelación de Carina. La estrella está rodeada por una nebulosa azul, formada por polvo y gases expulsados por los intensos vientos estelares de la estrella.

Una nebulosa de Wolf-Rayet o burbuja de Wolf-Rayet (en inglés Wolf-Rayet bubble, término utilizado por primera vez en una publicación científica en 1993) es una nebulosa de emisión que se encuentra alrededor de ciertas estrellas de Wolf-Rayet. Se supone que se trata de capas externas de la estrella que son expulsadas por el viento solar e ionizadas por la radiación ultravioleta. Aunque estos objetos a menudo presenten una morfología afín a los restos de una supernova, no se puede establecer una clara relación entre estos dos tipos de objetos, ya que el destino final de una estrella de Wolf-Rayet es precisamente explotar como una supernova; se trata pues de dos fases diferentes en la evolución de la estrella.
Las nebulosas de Wolf-Rayet más célebres son la nebulosa Medialuna (NGC 6888) y la nebulosa del Casco de Thor (NGC 2359).